# Saison 1986-1987 du FC Nantes
Dernière mise à jour : 12 octobre 2014.
Chronologie
Saison précédente Saison suivante
La saison 1986-1987 du FC Nantes est la 44e saison de l'histoire du club nantais. Le club est engagé dans trois compétitions : la Division 1 (24e participation), la Coupe de France (44e participation) et la Coupe UEFA (6e participation).

## Effectif et encadrement

### Transferts
| Nom                  | Nationalité | Poste     | Modalités | Provenance/Destination   | Division                |
| -------------------- | ----------- | --------- | --------- | ------------------------ | ----------------------- |
| Arrivées             |             |           |           |                          |                         |
| Marcel Desailly      | France      | Défenseur |           | FC Nantes rés.           | Division 3 - Ouest (D3) |
| Julio Olarticoechea  | Argentine   | Milieu    |           | CA Boca Juniors          | Primera División (D1)   |
| Philippe Anziani     | France      | Attaquant |           | AS Monaco FC             | Division 1 (D1)         |
| Patrice Garande      | France      | Attaquant |           | AJ Auxerre               | Division 1 (D1)         |
| Franck Maufay        | France      | Attaquant |           | FC Nantes rés.           | Division 3 - Ouest (D3) |
| Départs              |             |           |           |                          |                         |
| William Ayache       | France      | Défenseur |           | Paris Saint-Germain FC   | Division 1 (D1)         |
| Jean-Jacques Eydelie | France      | Milieu    | Prêt      | Stade lavallois          | Division 1 (D1)         |
| Vahid Halilhodžić    | Yougoslavie | Attaquant |           | Paris Saint-Germain FC   | Division 1 (D1)         |
| José Touré           | France      | Attaquant |           | FC Girondins de Bordeaux | Division 1 (D1)         |

| Nom        | Nationalité | Poste | Modalités | Provenance/Destination | Division            |
| ---------- | ----------- | ----- | --------- | ---------------------- | ------------------- |
| Arrivées   |             |       |           |                        |                     |
| Michel Rio | France      |       | (octobre) | EA Guingamp            | Division 2 - A (D2) |
| Départs    |             |       |           |                        |                     |

## Compétitions

### Division 1
| Date              | Journée | Adversaire               | Lieu | Score | Buteurs du FC Nantes                      | Class. | Affluence |
| ----------------- | ------- | ------------------------ | ---- | ----- | ----------------------------------------- | ------ | --------- |
| 5 août 1986       | J01     | Lille OSC                | Dom. | 1 - 0 | Y. Le Roux 49e                            |        | 18.007    |
| 8 août 1986       | J02     | SC Toulon-Var            | Ext. | 1 - 1 | Olarticoechea 68e                         |        | 12.000    |
| 12 août 1986      | J03     | OGC Nice                 | Dom. | 1 - 0 | Morice 54e                                |        | 15.087    |
| 15 août 1986      | J04     | AS Nancy-Lorraine        | Dom. | 1 - 0 | Garande 81e                               |        | 12.500    |
| 22 août 1986      | J05     | Stade rennais FC         | Ext. | 3 - 1 | Garande 54e, Anziani 60e, Bracigliano 65e |        | 17.083    |
| 26 août 1986      | J06     | FC Girondins de Bordeaux | Dom. | 3 - 0 | Morice 52e, Robert 56e, Burruchaga 66e    |        | 27.635    |
| 29 août 1986      | J07     | FC Sochaux-Montbéliard   | Ext. | 1 - 3 | Garande 55e                               |        | 10.000    |
| 3 septembre 1986  | J08     | Le Havre AC              | Dom. | 0 - 0 | -                                         |        | 9.900     |
| 13 septembre 1986 | J09     | AS Monaco FC             | Ext. | 1 - 3 | Anziani 40e                               |        | 7.928     |
| 20 septembre 1986 | J10     | Paris Saint-Germain FC   | Dom. | 0 - 1 | -                                         |        | 17.058    |
| 24 septembre 1986 | J11     | AJ Auxerre               | Ext. | 0 - 1 | -                                         |        | 9.600     |
| 4 octobre 1986    | J12     | Toulouse FC              | Dom. | 2 - 1 | Burruchaga 16e, Kombouaré 55e             |        | 12.000    |
| 17 octobre 1986   | J13     | RC Lens                  | Ext. | 2 - 2 | Anziani 21e, Olarticoechea 87e            |        | 18.000    |
| 25 octobre 1986   | J14     | Stade lavallois          | Dom. | 1 - 1 | Anziani 28e                               |        | 9.000     |
| 31 octobre 1986   | J15     | Olympique de Marseille   | Ext. | 0 - 1 | -                                         |        | 38.517    |
| 7 novembre 1986   | J16     | Brest Armorique FC       | Dom. | 0 - 0 | -                                         |        | 7.000     |
| 12 novembre 1986  | J17     | AS Saint-Étienne         | Ext. | 0 - 0 | -                                         |        | 16.276    |
| 22 novembre 1986  | J18     | FC Metz                  | Dom. | 1 - 0 | Burruchaga 39e                            |        | 7.290     |
| 29 novembre 1986  | J19     | RC Paris                 | Ext. | 1 - 1 | Burruchaga 77e                            |        | 10.938    |
| 5 décembre 1986   | J20     | SC Toulon-Var            | Dom. | 1 - 0 | Anziani 71e                               |        | 6.000     |
| 13 décembre 1986  | J21     | OGC Nice                 | Ext. | 1 - 1 | Amisse 50e                                |        | 9.223     |
| 17 décembre 1986  | J22     | AS Nancy-Lorraine        | Ext. | 0 - 0 | -                                         |        | 4.932     |
| 20 décembre 1986  | J23     | Stade rennais FC         | Dom. | 3 - 1 | Anziani 27e 44e, Morice 57e               |        | 10.000    |
| 28 février 1987   | J24     | FC Girondins de Bordeaux | Ext. | 0 - 2 | -                                         |        | 24.600    |
| 7 mars 1987       | J25     | FC Sochaux-Montbéliard   | Dom. | 2 - 1 | Y. Le Roux 36e 72e                        |        | 25.000    |
| 11 mars 1987      | J26     | Le Havre AC              | Ext. | 0 - 1 | -                                         |        | 7.560     |
| 14 mars 1987      | J27     | AS Monaco FC             | Dom. | 0 - 0 | -                                         |        | 10.000    |
| 25 mars 1987      | J28     | Paris Saint-Germain FC   | Ext. | 1 - 2 | Kombouaré 67e                             |        | 17.124    |
| 28 mars 1987      | J29     | AJ Auxerre               | Dom. | 0 - 1 | -                                         |        | 9.000     |
| 4 avril 1987      | J30     | Toulouse FC              | Ext. | 0 - 1 | -                                         |        | 14.324    |
| 11 avril 1987     | J31     | RC Lens                  | Dom. | 1 - 0 | Garande 24e                               |        | 20.000    |
| 17 avril 1987     | J32     | Stade lavallois          | Ext. | 1 - 1 | Burruchaga 39e                            |        | 8.359     |
| 2 mai 1987        | J33     | Olympique de Marseille   | Dom. | 0 - 2 | -                                         |        | 22.300    |
| 9 mai 1987        | J34     | Brest Armorique FC       | Ext. | 1 - 2 | Olarticoechea 51e                         |        | 4.750     |
| 15 mai 1987       | J35     | AS Saint-Étienne         | Dom. | 1 - 1 | Burruchaga 88e                            |        | 14.000    |
| 22 mai 1987       | J36     | FC Metz                  | Ext. | 1 - 3 | Anziani 59e                               |        | 7.398     |
| 29 mai 1987       | J37     | RC Paris                 | Dom. | 2 - 3 | Anziani 12e, M. Rio 46e                   |        | 5.000     |
| 5 juin 1987       | J38     | Lille OSC                | Ext. | 1 - 0 | Anziani 17e                               |        | 6.325     |

### Coupe de France
| Date                | Tour            | Adversaire         | Niveau | Lieu   | Score             | Buteurs du FCN | Affluence |
| ------------------- | --------------- | ------------------ | ------ | ------ | ----------------- | -------------- | --------- |
| Samedi 21 mars 1987 | 1/32e de finale | Brest Armorique FC | D1     | Neutre | 1 - 1, 2-4 t.a.b. | Burruchaga 18e | 7.497     |

### Coupe UEFA
| Date                       | Tour                     | TV | Adversaire    | Niveau       | Lieu | Score | Buteurs du FCN | Affluence |
| -------------------------- | ------------------------ | -- | ------------- | ------------ | ---- | ----- | -------------- | --------- |
| Mercredi 17 septembre 1986 | 1/32e de finale - aller  |    | Torino Calcio | Serie A (D1) | Dom. | 0 - 4 | -              | 19.000    |
| Mercredi 1er octobre 1986  | 1/32e de finale - retour |    | Torino Calcio | Serie A (D1) | Ext. | 1 - 1 | Anziani 66e    | 40.000    |

## Statistiques

### Statistiques collectives
| Compétition     | Débute au tour  | Termine         | Matches joués | Gagnés | Nuls | Perdus | Buts pour | Buts contre | Différence |
| --------------- | --------------- | --------------- | ------------- | ------ | ---- | ------ | --------- | ----------- | ---------- |
| Division 1      | -               | 12e             | 38            | 12     | 12   | 14     | 35        | 38          | -3         |
| Coupe de France | 1/32e de finale | 1/32e de finale | 1             | 0      | 1    | 0      | 1         | 1           | +0         |
| Coupe UEFA      | 1/32e de finale | 1/32e de finale | 8             | 0      | 1    | 1      | 1         | 5           | -4         |
| Total           | -               | -               | 47            | 12     | 14   | 15     | 37        | 44          | -7         |

## Affluences
L'affluence à domicile du FC Nantes atteint un total :
- de 256.777 spectateurs en 19 rencontres de Division 1, soit une moyenne de 13.515/match.
- de 19.000 spectateurs en 1 rencontres de Coupe UEFA.
- de 275.777 spectateurs en rencontres toutes compétitions confondues, soit une moyenne de 13.789/match.

Affluence du FC Nantes à domicile